# Parque Natural das Flores
O Parque Natural das Flores (PNIFLO) é uma estrutura de conservação da natureza que agrega as áreas protegidas situadas na ilha das Flores e no mar territorial a ela contíguo. Em 27 de maio de 2009, a ilha das Flores entrou para a Rede Mundial de Reservas da Biosfera da UNESCO. Desse modo, foi criado o parque pelo Decreto Legislativo Regional n.º 8/2011/A, de 23 de Março, e é um dos nove Parques Naturais de Ilha que integram a Rede de Áreas Protegidas dos Açores, o dispositivo territorial de protecção da natureza e da biodiversidade do arquipélago dos Açores.

## Zonas protegidas
O parque natural é constituído por 9 zonas protegidas:

### Reservas Naturais
- Reserva Natural do Ilhéu de Maria Vaz
- Reserva Natural do Morro Alto e Pico da Sé
- Reserva Natural das Caldeiras Funda e Rasa

### Monumento Natural
- Monumento Natural da Rocha dos Bordões

### Áreas Protegidas para a Gestão de Habitats ou Espécies
- Área Protegida para a Gestão de Habitats ou Espécies da Costa Nordeste
- Área Protegida para a Gestão de Habitats ou Espécies da Ponta da Caveira
- Área Protegida para a Gestão de Habitats ou Espécies da Costa Sul e Sudoeste

### Área de Paisagem Protegida
- Área de Paisagem Protegida da Zona Central e Falésias da Costa Oeste

### Área Protegida de Gestão de Recursos
- Área Protegida de Gestão de Recursos da Costa Norte